# Tipula lieftincki
Tipula lieftincki är en tvåvingeart som beskrevs av Alexander 1971. Tipula lieftincki ingår i släktet Tipula och familjen storharkrankar. Inga underarter finns listade i Catalogue of Life.